# Звірі дикого Півдня
«Звірі дикого Півдня» (англ. Beasts of the Southern Wild) — американський драматичний фільм 2012 року, повнометражний режисерський дебют американського режисера та сценариста Бена Зайтліна.
Фільм описує життя дівчинки Хашпаппі, що живе зі своїм хворим батьком у віддаленому американському селі. Наближення повені та негаразди в стосунках із батьком поєднуються з поверненням фантастичних доісторичних звірів. Хашпаппі доводиться самотужки протистояти лихам.
Вперше стрічка вийшла в прокат 20 січня 2012 року в США на кінофестивалі «Санденс». В український прокат фільм вийшов 13 вересня 2012, але кінопрокатник Caravella DDC демонстрував стрічку в усіх кінотеатрах України виключно російською мовою. Українське озвучення від студії «Цікава ідея» на замовлення Hurtom.com з'явилося 2 березня 2013 року, вже після кінопрокату в Україні.

## Сюжет
Шестирічна Хашпаппі та її хворий, однак запальний батько Вінк, живуть у невеликій громаді на острові в Луїзіані. Їхнє злиденне житло розташоване біля дамби, на території, якій загрожує затоплення. Та все ж Вінк вважає це місце найгарнішим у світі та зверхньо ставиться до заможних жителів по інший бік дамби.
У місцевій школі міс Вірсавія розповідає дітям про «первісних биків» (зображених як фантастичних звірів, схожих на кабанів). Ці тварини в давнину тероризували печерних людей і їли їхніх дітей. Вірсавія наводить печерних людей як приклад сучасним дітям, бо вони не нарікали на свою долю попри всі лиха. Теперішнім людям теж загрожує лихо: підняття рівня моря через танення полярних шапок.
Повернувшись додому, Хашпаппі виявляє, що Вінк зник. Дівчинка дбає про себе сама. Коли він повертається, на ньому лікарняний халат і браслет (очевидно Вінк втік із лікарні). Вони сперечаються, і батько каже Хашпаппі залишити його в спокої. Випадково дівчинка підпалює будинок, Вінк дає їй ляпаса. Коли вона у відповідь б'є його кулаком у груди, він падає. В ту ж мить лунає грім. Хашпаппі вважає, що вдаривши свого батька, вона порушила рівновагу Всесвіту, і біжить по допомогу. Міс Вірсавія дає їй зілля, з яким Хашаппі повертається додому, але ніде не може знайти Вінка.
Хашпаппі уявляє як від полярних льодів відколюється айсберг із вмерзлими в нього биками. Айсберг пливе до берегів Луїзіани.
Наближається ураган, люди тікають від неминучої повені. Хашпаппі бачить як Вінк вештається узбіччям дороги. Він знаходить друзів і заохочує їх пережити негоду разом, а потім забирає до себе Хашпаппі. Зранку на затопленій рівнині лишається декілька острівців, де врятувалися Вінк, Хашпаппі та декілька сусідів.
Жителі будують плавучі будинки та планують відновити свою громаду. Деякі з них вважають, що повінь тимчасова, але міс Вірсавія переконує їх, що відтепер так буде завжди. Тим часом домашні тварини гинуть, Вінк вчить дочку рибалити.
Вінк виношує план підірвати дамбу за допомогою вибухівки, покладеної в тушу алігатора. План спрацьовує, вода спадає, але потім прибуває влада, щоб забезпечити евакуацію жителів. Вони відправляють решту мешканців до тимчасово притулку, а Вінку проти його волі роблять операцію. Однак він відчуває наближення смерті й тому намагається віддати Хашпуппі на виховання комусь іншому. Дівчинка відмовляється покинути його. При першій нагоді евакуйовані повертаються до своїх домівок.
Хашпаппі та кілька її друзів намагаються доплисти до вогника у воді, шр, на її думку, може привести її до матері. Дітей забирає човен, який доставляє їх до плавучого бару «Єлисейські поля». Хашпаппі сприймає тамтешню кухарку за свою матір, хоча жінка її не впізнає та цинічно відгукується про її майбутню долю. Кухарка каже, що Хашпаппі може залишитися з нею, але дівчина вирішує повернутися додому.
Удома Хашпаппі виявляє стадо «первісних биків». Її друзі тікають, але дівчинка підходить до звірів і закликає їх піти. Далі вона вирушає до батька. Коли він помирає, Хашпаппі з сусідами кладуть його тіло в саморобний човен і, підпаливши, відпускають у вільне плавання, як раніше просив Вінк. Пригадуючи батькові слова, що мертві зникають в одному місці та з'являються в іншому, Хашпаппі йде дорогою, яка тільки-но з'явилася з-під води.

## У ролях

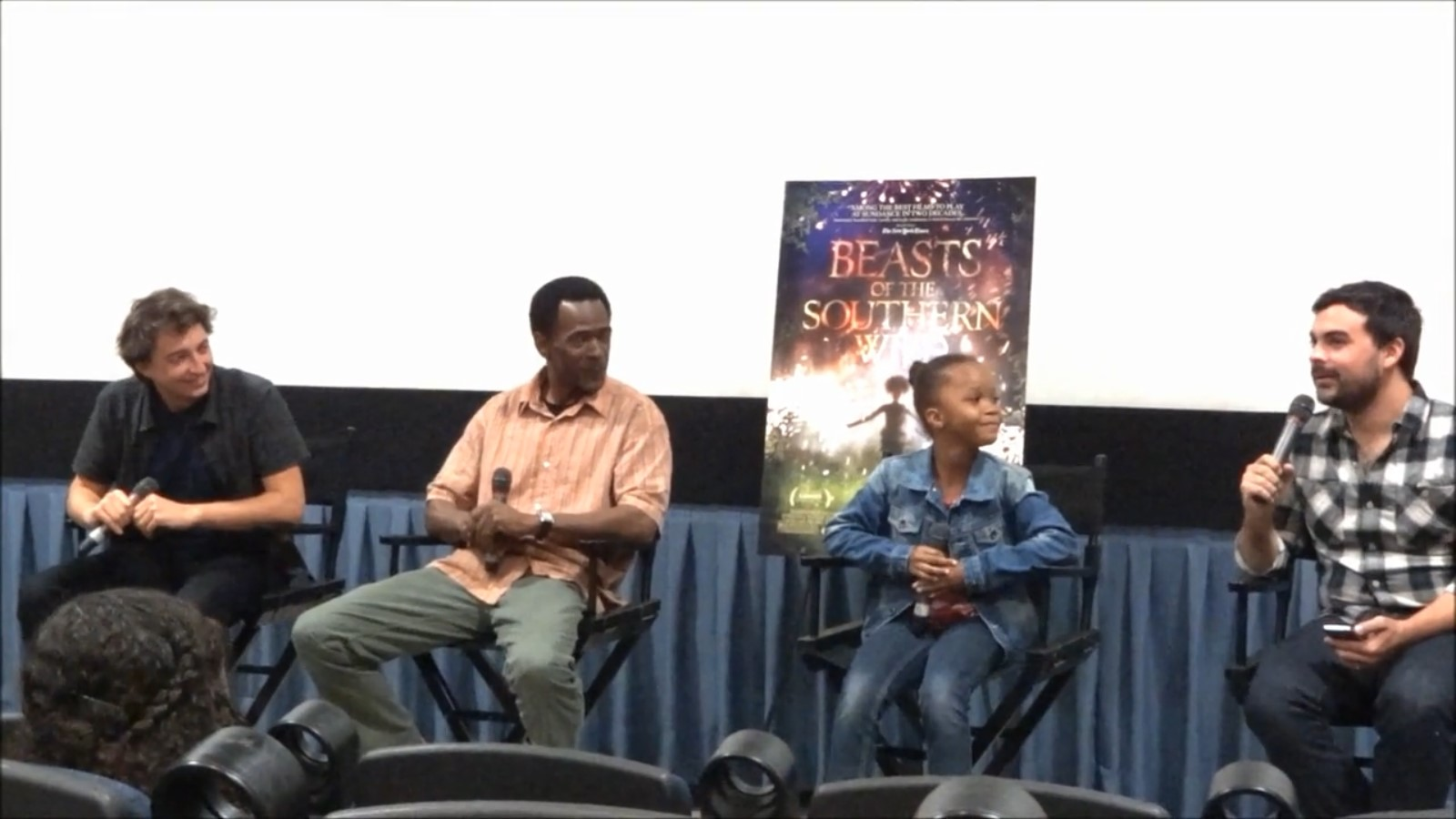
Інтерв'ю з акторами

- Кувенжане Волліс — Хашпаппі
- Двайт Генрі — Вінк
- Ловелл Лендес — Валрус, їхній сусід
- Леві Істерлі — Жан Батіст, їхній сусід
- Джина Монтана — міс Вірсавія, вчителька Хашпаппі

## Сприйняття
На сайті Rotten Tomatoes рейтинг схвалення фільму становить 87 % із середньою оцінкою 8,30/10. Консенсус критиків вебсайту говорить: «„Звірі дикого Півдня“ — це фантастична, емоційно сильна подорож і вагомий приклад кіновиробництва, яке цінує уяву над грошима». На Metacritic фільм отримав середню оцінку 86 зі 100, що вказує на «загальне визнання».
Пітер Треверс у Rolling Stone похвалив як Хашпаппі, яка залишилася без матері та піклується про свого вмираючого тата-п'яницю Вінка, не боїться ні бідності, ні ураганів, ні лютих зубрів. Мерехтіння магічного реалізму, за словами критика, пронизує фільм, де зображено світ краси, жаху та міфічного дива.
Американська активістка белл гукс (використовує написання з малих літер) дала негативну рецензію, пишучи, що уява Хашпаппі слугує ширмою від несправедливої та жорстокої реальності. Глядачі очікували, що це буде радикальна відповідь на наслідки урагану Катріна (2005). Та фільм тільки наполягає, що виживають найсильніші, що хвороба відсіює слабких, а «непокірні дикуни» помруть, бо так вирішила природа. «Звірі дикого Півдня» викликають відчуття суму за всім втраченим і в ньому «порнографія насильства ховається за романтичними спогадами про міфічний союз і возз'єднання з природою».
Згідно з Українська правда. Життя, у фільмі поєднано відвертий побутовий натуралізм із умовністю оповіді, поданих через погляд маленької дівчинки, що породжує своєрідний «магічний реалізм». Найбільшим успіхом «Звірів дикого Півдня» є Кувенжане Волліс, яка втілила симпатичний образ маленької стійкої дівчинки, яка здатна не тільки подбати про себе, але повести за собою гурт дорослих у останній спробі відстояти власну незалежність від великого світу.
Грег Дембер на Medium вказав «Звірів дикого Півдня» як приклад кіно нещодавно оформленого метамодернізму, серед рис якого — зображення внутрішніх переживань героїв через фантастичні, міфічні події, які відбуваються насправді.

## Нагороди
Загалом стрічка отримала 14 нагород, з-поміж яких:
- Кінофестиваль «Санденс» (2012)
  - Ґран-прі журі за драматичний фільм
  - Приз за досконалу операторську роботу драматичного фільму
  - Приз «Індіанський пензель» (Ден Дженві й Джош Пенн)

## Номінації
Загалом стрічка отримала 3 номінації:
- Кінофестиваль у Сіднеї (2012)
  - Приз офіційного конкурсу
- British Independent Film Awards (2012)
  - Приз за найкращий іноземний незалежний фільм
- Gotham Awards (2012)
  - Приз за прорив (Кувенжане Волліс)